# Rhyssa hoferi
Rhyssa hoferi är en stekelart som beskrevs av Sievert Allen Rohwer 1920. Rhyssa hoferi ingår i släktet Rhyssa och familjen brokparasitsteklar. Inga underarter finns listade i Catalogue of Life.